# Krnci
Krnci este o localitate din comuna Moravske Toplice, Slovenia, cu o populație de 59 de locuitori.